# Armand Forel
 (décembre 2015).
Si vous disposez d'ouvrages ou d'articles de référence ou si vous connaissez des sites web de qualité traitant du thème abordé ici, merci de compléter l'article en donnant les références utiles à sa vérifiabilité et en les liant à la section « Notes et références ».
Pour les articles homonymes, voir Forel.
Armand Forel, né le 29 avril 1920 à Berne et décédé le 27 février 2005 à Nyon, est un médecin généraliste et une personnalité politique communiste suisse.

## Biographie
Armand Forel, fils du psychiatre Oscar Forel et petit-fils du naturaliste Auguste Forel, prépare son diplôme de maturité à l'Institut Tschulok à Zurich de 1937 à 1939, avant d'entreprendre des études de médecine à l'Université de Lausanne, d'où il est diplômé en 1948.
Dès 1943, il s'engage par conviction antifasciste au Parti communiste suisse (PCS) clandestin et, en 1944, devient membre fondateur du Comité central du tout nouveau Parti suisse du Travail (PST).
Il est élu en 1945 au Grand Conseil du canton de Vaud, puis, en 1947, au Conseil national. Il sera député de 1945 à 1948, de 1953 à 1958, de 1962 à 1981, puis enfin de 1986 à 1988 au Grand conseil vaudois et de 1947 à 1951, puis de 1955 à 1983 au Conseil national où il intervient sur les questions sociales et féminines ainsi que sur les questions de santé. Il s'oppose aux crédits militaires et défend l'idée d'une assurance vieillesse fondée sur le seul pilier étatique.
Établi comme médecin généraliste dans sa ville de Nyon, il s'engage également au niveau communal de la ville de Nyon dont il est membre du législatif en 1949, puis conseiller municipal entre 1958 et 1962 comme directeur des écoles et des cultes, puis entre 1981 et 1989 à la tête des Affaires sociales, culturelles et du feu. Il est surnommé le « médecin des pauvres » pour avoir donné beaucoup de consultations gratuitement.
Dès 1968, il préside l’association Suisse-URSS pendant de nombreuses années. Son épouse Madeleine, née Gumy, née en 1938, a siégé au conseil communal de Nyon durant 50 ans et a reçu le mérite citoyen 2018 de la ville de Nyon.